# Never Marry a Railroad Man
Never Marry a Railroad Man är en låt skriven av Robbie van Leeuwen. Den utgavs som singel av musikgruppen Shocking Blue, i vilken Leeuwen var medlem och primär låtskrivare. Den kom att bli mycket populär i flera centraleuropeiska länder 1970. Den blev däremot ingen hit i varken Storbritannien eller USA. I hemlandet Nederländerna blev låten deras första och enda singeletta.

## Listplaceringar
| Lista (1970)  | Position                              |
| ------------- | ------------------------------------- |
| Danmark       | 4 (DR "Top 10")                       |
| Finland       | 15                                    |
| Flandern      | 1                                     |
| Frankrike     | 2                                     |
| Nederländerna | 1                                     |
| Norge         | 5                                     |
| Schweiz       | 6                                     |
| Spanien       | 5                                     |
| Sverige       | - (Testad på Tio i topp, ej inröstad) |
| Vallonien     | 3                                     |
| Västtyskland  | 12                                    |
| Österrike     | 15                                    |